# Eugene Cordero
Eugene Cordero (Detroit, 1978. július 18. –) amerikai színész, humorista.
Legismertebb alakítása Casey a Loki című sorozatban. A Tacoma FD című sorozatban is szerepelt.

## Fiatalkora
1978. július 18-án született. Detroit északi külvárosában nőtt fel. 1996-ban érettségizett a Brother Rice középiskolában. Később New Yorkba költözött, hogy a Marymount Manhattan College-ba járjon. Az egyetemet New Yorkban végezte el.

## Pályafutása
2013 és 2015 a Comedy Bang! Bang! című műsorban szerepelt. 2014-ben a Hawaii Five-0 című sorozatban tűnt fel. 2015 és 2017 között a Crazy Ex-Girlfriend című sorozatban szerepelt. 2016-ban a Szellemirtók című filmben a Basszusgitáros szerepét játszotta. 2021 és 2023 között a Loki című sorozatban főszereplő volt.

## Magánélete
Fülöp-szigeteki származású. Felesége Tricia McAlpin komédiaíró. Két gyermekük van.

## Filmográfia

### Filmek
| Év   | Magyar cím                         | Eredeti cím                      | Szerep         | Magyar hang   |
| ---- | ---------------------------------- | -------------------------------- | -------------- | ------------- |
| 2010 | Minden kút Rómába vezet            | When in Rome                     | pókerjátékos   |               |
| 2010 | Drágán add a rétedet               | Furry Vengeance                  | Cheese         |               |
| 2013 | A nyár királyai                    | The Kings of Summer              | Colin          | Jakab Márk    |
| 2013 |                                    | Afternoon Delight                | Bobby          |               |
| 2014 |                                    | Our RoboCop Remake               | Tudós          |               |
| 2016 | Mike és Dave esküvőhöz csajt keres | Mike and Dave Need Wedding Dates | Kai            | Renácz Zoltán |
| 2016 | Szellemirtók                       | Ghostbusters                     | Basszusgitáros |               |
| 2017 | Kong: Koponya-sziget               | Kong: Skull Island               | Reles          | Szabó Máté    |
| 2018 | A csempész                         | The Mule                         | Luis Rocha     |               |
| 2020 | Pont az a dal                      | The High Note                    | Seth           | Kossuth Gábor |
| 2020 |                                    | Golden Arm                       | Greg           |               |
| 2022 |                                    | Easter Sunday                    | Eugene         |               |

### Televíziós szerepek
| Év         | Magyar cím                     | Eredeti cím                     | Szerep                              | Megjegyzések                                       |
| ---------- | ------------------------------ | ------------------------------- | ----------------------------------- | -------------------------------------------------- |
| 1998–1999  |                                | Upright Citizens Brigade        | különböző karakter                  | 3 epizód                                           |
| 2008       |                                | Human Giant                     | Póló rajongó                        | 1 epizód                                           |
| 2009       |                                | Late Night with Jimmy Fallon    | különböző karakter                  | 2 epizód                                           |
| 2010       | Office                         | Office                          | Benzinkútkezelő                     | 1 epizód                                           |
| 2011       | Félig üres                     | Curb Your Enthusiasm            | Biztonsági őr                       | 1 epizód                                           |
| 2011       | Az élet és Tim                 | The Life & Times of Tim         | különböző karakter                  | 2 epizód                                           |
| 2012       | Happy Endings – Fuss el véle!  | Happy Endings                   | Munkatárs                           | 1 epizód                                           |
| 2012       | Éjjel-nappal szülők            | Up All Night                    | Scott barátja                       | 1 epizód                                           |
| 2012–2014  |                                | Key & Peele                     | különböző karakter                  | 3 epizód                                           |
| 2013       |                                | Newsreaders                     | TSA ügynök                          | 1 epizód                                           |
| 2013       | Az ítélet: család              | Arrested Development            | Taxisofőr                           | 1 epizód                                           |
| 2013–2015  |                                | Kroll Show                      | különböző karakter                  | 5 epizód                                           |
| 2013–2015  |                                | Comedy Bang! Bang!              | különböző karakter                  | 3 epizód                                           |
| 2013–2018  | Steven Universe                | Steven Universe                 | Jamie, Buddy Buddwick (hang)        | 6 epizód                                           |
| 2014       | Gátlástalanok                  | House of Lies                   | Everett                             | 4 epizód                                           |
| 2014       | Hawaii Five-0                  | Hawaii Five-0                   | George Moku                         | 1 epizód                                           |
| 2014       | Szilícium-völgy                | Silicon Valley                  | Jamie                               | 1 epizód magyar hangja Molnár Áron                 |
| 2014       |                                | Playing House                   | D.J.                                | 1 epizód                                           |
| 2014       |                                | Drunk History                   | Kalaniʻōpuʻu                        | 1 epizód                                           |
| 2014       |                                | Garfunkel and Oates             | Fred                                | 1 epizód                                           |
| 2015       | Városfejlesztési osztály       | Parks and Recreation            | Xorpaxx-7 miniszter                 | 1 epizód                                           |
| 2015       |                                | Other Space                     | Michael Newman                      | 8 epizód                                           |
| 2015       |                                | The Hotwives of Las Vegas       | DJ                                  | 1 epizód                                           |
| 2015–2017  |                                | Crazy Ex-Girlfriend             | Alex                                | 5 epizód                                           |
| 2016       |                                | The UCB Show                    | műsorvezető                         | 1 epizód                                           |
| 2016       | Pedagógerek                    | Teachers                        | Marty Crumbs                        | 2 epizód                                           |
| 2016       | Atyám, Zorn!                   | Son of Zorn                     | Ron Lee                             | 1 epizód                                           |
| 2016       |                                | The Earliest Show               | Tommy séf                           | 2 epizód                                           |
| 2016–2020  | A Jó Hely                      | The Good Place                  | Pillboi                             | 6 epizód                                           |
| 2017       | Írjunk történelmet!            | Making History                  | Lonnie Rialto                       | 2 epizód                                           |
| 2017       | Brooklyn 99 – Nemszázas körzet | Brooklyn Nine-Nine              | Pandémiás                           | 1 epizód                                           |
| 2017       | Az alelnök                     | Veep                            | Buzzy Kanahale                      | 2 epizód                                           |
| 2017       |                                | Do You Want to See a Dead Body? | Gregory                             | 1 epizód                                           |
| 2017–2018  | Grace és Frankie               | Grace and Frankie               | Torres rendőr                       | 2 epizód                                           |
| 2017–2019  |                                | I'm Sorry                       | Brandon                             | 3 epizód                                           |
| 2017–2019  |                                | Bajillion Dollar Propertie$     | DJ Rosedragon                       | 14 epizód                                          |
| 2018       | Archer                         | Archer                          | Manu (hang)                         | 1 epizód                                           |
| 2018       |                                | Strange Angel                   | Pueblo Powder Company alkalmazottja | 1 epizód                                           |
| 2018       |                                | Wrecked                         | Errol                               | 6 epizód                                           |
| 2018       |                                | Dream Corp LLC                  | 37. beteg                           | 1 epizód                                           |
| 2019       | Fekete hétfő                   | Black Monday                    | Ronnie                              | 2 epizód                                           |
| 2019       |                                | Weird City                      | Pandrew                             | 1 epizód                                           |
| 2019       | Veszélyes tanerők              | Those Who Can't                 | Kenny                               | 1 epizód                                           |
| 2019       | Csillag kontra Gonosz Erők     | Star vs. the Forces of Evil     | Mr. Ordonia (hang)                  | 1 epizód                                           |
| 2019       |                                | Helpsters                       | Könyvtáros                          | 1 epizód                                           |
| 2019       | A Mandalóri                    | The Mandalorian                 | Stoke                               | 1 epizód magyar hangja Horváth Illés               |
| 2019, 2020 | Bob burgerfalodája             | Bob's Burgers                   | Brian, Sawyer D. (hang)             | 2 epizód                                           |
| 2019–2021  |                                | Tacoma FD                       | Andy Myawani                        | 36 epizód                                          |
| 2020       |                                | Carol's Second Act              | Greg                                | 1 epizód                                           |
| 2020       |                                | Loafy                           | Scrooge (hang)                      | 5 epizód                                           |
| 2020–2021  | Majdnem                        | Close Enough                    | Dante (hang)                        | 4 epizód                                           |
| 2020–2021  |                                | Central Park                    | Brendan (hang)                      | 10 epizód                                          |
| 2020–      |                                | Star Trek: Lower Decks          | Sam Rutherford (hang)               | főszereplő                                         |
| 2021       |                                | No Activity                     | Jarrod (hang)                       | 1 epizód                                           |
| 2021       | A tíz éves Tom                 | Ten Year Old Tom                | Hector (hang)                       | 1 epizód                                           |
| 2021       | É-szakik                       | The Great North                 | Craig Ptarmigan (hang)              | 1 epizód                                           |
| 2021–2023  | Loki                           | Loki                            | Casey                               | 8 epizód magyar hangja Dankó István                |
| 2022       |                                | Little Demon                    | Bennigan (hang)                     | mellékszereplő                                     |
| 2023       | Star Trek: Különös új világok  | Star Trek: Strange New Worlds   | Sam Rutherford                      | 1 epizód                                           |
| 2023–2024  | Kiff                           | Kiff                            | Secretary Prince (hangja)           | mellékszereplő                                     |
| 2024       | Kő, Papír, Olló                | Rock Paper Scissors             | Putty (hang)                        | 1 epizód                                           |
| 2024       | Szezám utca                    | Sesame Street                   | Bobby Manalo (hang)                 | 1 epizód                                           |
| 2024       | Jurassic World: Káoszelmélet   | Jurassic World: Chaos Theory    | Mateo (hang)                        | - mellékszereplő - magyar hangja: - Harcsik Róbert |
| 2024       | Beépített öregúr               | A Man on the Inside             | Joel Piñero                         | - mellékszereplő - magyar hangja: - Varga Rókus    |